# Ybbstaler Voralpen
Die Ybbstaler Voralpen sind die den Lassingalpen nördlich vorgelagerte Gruppe der Ybbstaler Alpen in Niederösterreich, mit kleineren Teilen in Oberösterreich und der Steiermark. Das Bergland ist der Kernbereich der niederösterreichischen Eisenwurzen.

## Lage und Landschaft
Die Ybbstaler Voralpen liegen am Nordrand der Alpen, südlich von Amstetten, zwischen dem Oberösterreichischen Ennstal im Westen und dem mittleren Erlauftal im Osten. Während sich weiter südlich, in den Lassingalpen, mit Ötscher und Kräuterin schon hochalpine Stöcke der Kalkhochalpen befinden, sind die Voralpenberge waldige bis almige Höhenzüge mit Mittelgebirgscharakter, die Gipfelhöhen zwischen 1000 und 1500 Meter erreichen, und nur ganz im Westen, zum Gesäuse hin, mit Gamsstein und Voralpe an die 1800er-Marke reichen und alpinere Gipfelfluren zeigen. Die Gruppe kulminiert im Hochkogel des Gamssteinstocks mit 1774 m ü. A.
Durchzogen ist das Gebiet von den Talungen der oberen Ybbs, der Schwarzen Ois und dem Oberlauf der Kleinen Erlauf. Am Nordrand finden sich mit Waidhofen an der Ybbs und Scheibbs noch zwei Städte, und am Westrand der Markt Weyer, das Innere der Gruppe ist dünn und kleinstrukturiert besiedelt.

## Zum Begriff der Ybbstaler Voralpen
Der Begriff wurde von Hubert Trimmel für seine Gebirgsgruppengliederung für das österreichische Höhlenverzeichnis von 1962 geprägt, und in orographisch definierten Grenzen festgelegt. Sie finden sich nach Trimmel aber als Ybbstaler Alpen angegeben.
Nach den Empfehlungen der Österreichischen Raumordnungskonferenz (ÖROK) umfasst der Raum Ybbstaler Voralpen (Definition 1991, als touristisches Fördergebiet) die südlichen Gemeinden des Bezirks Amstetten inklusive der Statutarstadt Waidhofen an der Ybbs.

## Umgrenzung und benachbarte Gruppen
Nach Trimmel, in dessen System sie die Untergruppe Nummer 1820 bilden, umgrenzen sich die Ybbstaler Voralpen:
- im Norden (grob nordostwärts): von Großraming an der Enns (Brücke 382 m) entlang des  Neustiftbachs bis südlich des Bischofbergs (in einer Höhe von ca. 720 m)[6] – Wirtshaus Großau – Nellingbach bis Böhlerwerk (ca. 330 m) – Ybbs aufwärts bis Bhf. Gstadt – Kleine Ybbs/Schwarze Ois bis östlich Ybbsitz – entlang B22 diverse Täler[7] bis Saffen (Brücke 317 m)
zu Flyschzone und Alpenvorland zwischen Enns und Erlauf (Nr. 1870 – bis Bischofberg/Ramingbach Gebiet zwischen Enns und Ramingbach 1871, dann Gebiet zwischen Ramingbach und Ybbs 1872, ab Böhlerwerk Gebiet zwischen Ybbs und Erlauf 1872)
- im Nordosten: Erlauf kurz aufwärts bis Scheibbs
zur Flyschzone zwischen Erlauf und Traisen (Nr. 1880, namentlich Gebiet zwischen Erlauf und Melk 1881)
- im Osten: weiter Erlauf aufwärts über Neubruck, Kienberg an die Brücke bei den Vorderen Tormäuer
zu den Türnitzer Alpen (im engeren Sinne Nr. 1830, und zwar bis Neubruck Pichlberg–Statzberg 1838, dann Bergland zwischen Erlauf und Pielach 1836)
- im Süden (grob südwestwärts): Nestelberggraben – Ortleitengraben – Raneck (Passhöhe 954 m ü. A.) – Lackenhof – Lackenbach abwärts nach Meierhöfen – Ois (Ybbs) über Lunz bis Göstling (Brücke 524 m) – Göstlingbach – Lassing (Passhöhe ca. 690 m) – Mendlingbach – Erzhalden an der Salza
zu den Lassingalpen (Nr. 1810, und zwar bis Meierhöfen Ötscher 1816, bis kurz vor Göstling Dürrenstein 1815, dann Göstlinger Alpen 1814)
- im Südwesten (weiter südwestwärts): Salza bis zur Mündung bei Großreifling
zur Hochschwabgruppe (Nr. 1740, und zwar Kalte Mauer 1741)
- im Südwesten (nordwärts): Enns abwärts bis Altenmarkt bei St. Gallen
zu den Nördlichen Ennstaler Alpen (Nr. 1840, bis Weißenbach Zinödlberg–Haidach 1648, dann kurz Maiereck 1647)
- im Westen (nordwärts): Enns weiter abwärts bis Großraming
zu den Windischgarstener und Reichraminger Alpen (Nr. 1650, bis Kleinreifling Bodenwies–Kühberg 1654, dann Almkogel–Ennsberg 1655)

Nach ÖROK hat die Region die Nummer 045, und umfasst, von Nord nach Süd, die niederösterreichischen Gemeinden Sonntagberg, Waidhofen, Ybbsitz, Opponitz, St. Georgen und Hollenstein, was dem Kernbereich der Gruppe nach Trimmel entspricht, aber bei Ybbsitz noch etwas weiter nach Norden ausgreift.
Hier schließen an: im Südosten Ötscher–Hochkar (043), im Südwesten Gesäuse–Salzatal (124), im Westen Mittleres Ennstal (078).
Eingeordnet werden die Ybbstaler Voralpen als Untergruppe zur Hauptgruppe der Niederösterreichischen Kalkalpen (Trimmel Nr. 1800) der Großeinheit Nördliche Kalkalpen (Nr. 1000). Nach Alpenvereinseinteilung der Ostalpen (AVE) gehören sie zu den Ybbstaler Alpen, deren Mittelabschnitt sie darstellen. Die Oberösterreichischen Anteile gehören zur Raumeinheit Enns- und Steyrtaler Voralpen.

## Gliederung

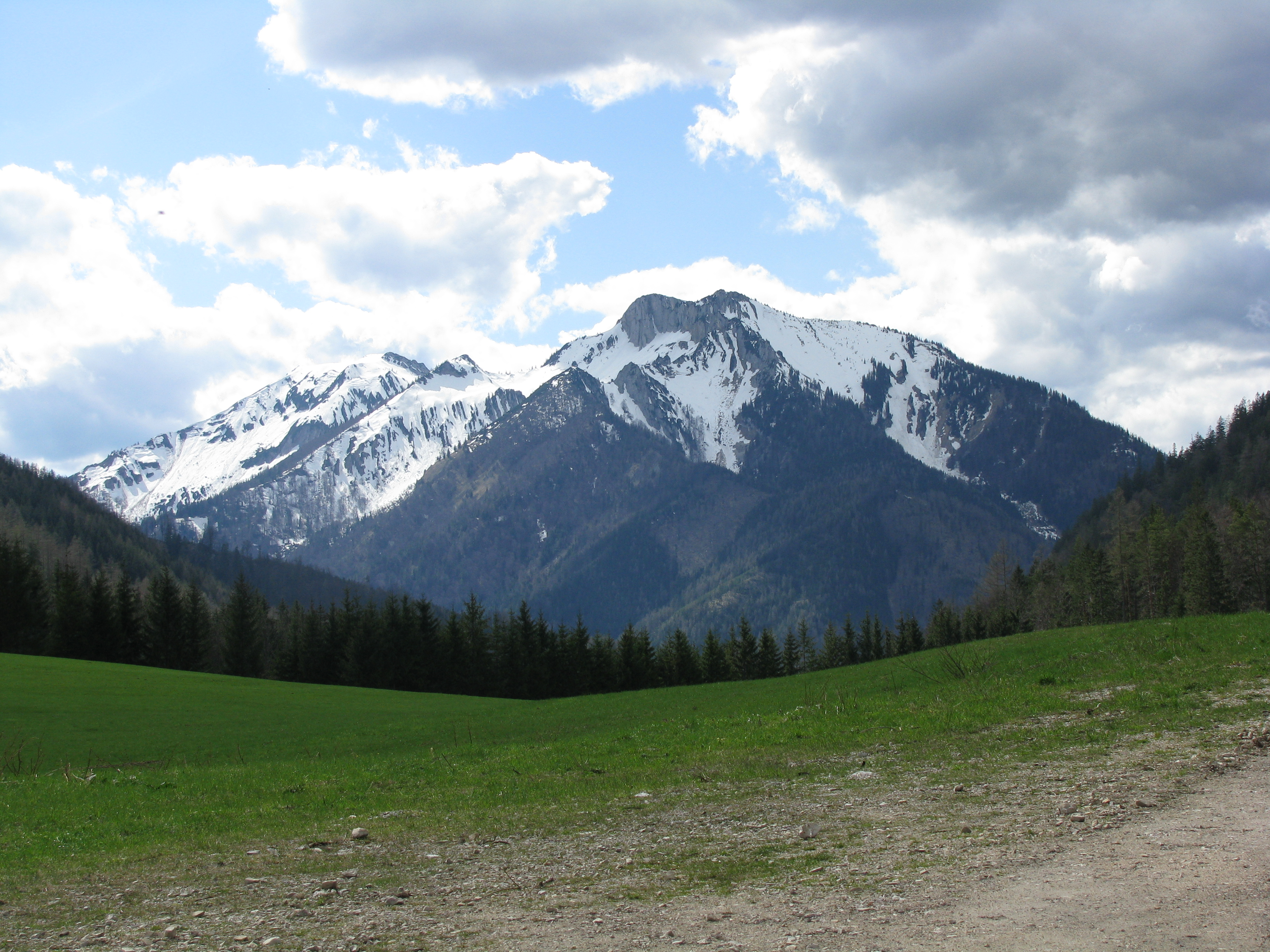
Die Voralm, zweithöchster Stock der Gruppe

Gegliedert werden die Ybbstaler Voralpen von oberen Tal der Ybbs und ihren Nebenbächen im Zentrum, und den Bächen zur Enns im Westen, der Osten im Einzugsgebiet der Erläuf läuft in kuppiges Hügelland aus. Sie gliedern sich nach Trimmel in folgende Teilgruppen (angegeben mit den Außengrenzen der Gruppe):
- Voralpe (Gamsstein/Hochkogel 1774 m ü. A.), Trimmel Nr. 1821 – höchste Gruppe im Südwesten, von Göstling bis Altenmarkt im Ennstal
- Königsberg (Schwarzkogel 1452 m ü. A.), Nr. 1822 – langgezogener Stock, von Lassing bis Göstling
- Schöfftaler Wald (Schwarzkogel, bei Lunz 1116 m ü. A.), Nr. 1823 – drei Höhenzüge, von Lunz bis Göstling
- Gföhleralm–Polzberg (Rainstock 1296 m ü. A.), Nr. 1824 – Vorberge des Ötscher, von Kienberg bis Lunz
- Oisberg (1405 m ü. A.), Nr. 1825 – Höhenzug im Zentrum der Gruppe
- Gaflenzer Kaibling (1167 m ü. A.), Nr. 1826 – nordwärts abfallender Höhenzug, von Waidhofen bis Bahnhof Gstadt
- Prochenberg–Friesling (Friesling 1339 m ü. A. und Prochenberg 1123 m ü. A.), Nr. 1827 – die Berge südlich Ybbsitz, von Bahnhof Gstadt bis östlich Ybbsitz
- Kalkvoralpen zwischen Kleiner Ybbs und Erlauf (Egger Berg 1134 m ü. A.), Nr. 1828 – Bergland im Osten, von östlich Ybbsitz bis Kienberg
- Spindeleben–Stubau (Feichteck/Stubau 1114 m ü. A.), Nr. 1829 – die Bergland im Nordwesten, von Kastenreith bei Weyer bis Waidhofen

Die Landesgrenze zwischen Ober- und Niederösterreich läuft über die Wasserscheide Enns–Ybbs südwärts, diejenige zwischen Niederösterreich und Steiermark ab der Voralpe weiter ostwärts, die Grenze Oberösterreich zu Steiermark nach Altenmarkt, an der Grenze von Gesäuse und unterem Ennsdurchbruchstal. Die beiden letztgenannten Länder haben nur geringen Anteil an der Gruppe.

## Natur und Tourismus

Karte der Eisenwurzen

Im Südosten der Gruppe, im Voralm–Gamsstein-Gebiet, liegt der Naturparkkomplex (Niederösterreichische) Eisenwurzen und Steirische Eisenwurzen.
Das ganze Gebiet ist leichtes Wander- und Mountainbike-Gebiet, und mit Wegen wohlerschlossen, aber als Voralpenregion alpinistischer „Geheimtipp“. Die Österreichischen Weitwanderwege 04 Voralpenweg, 06 Mariazeller Wege und 08 Eisenwurzenweg führen durch die ganze Gruppe, 04 und 06 vom Bischofberg bis Waidhofen gemeinsam, dann läuft der 04er nach Osten, der 06er nach Südosten, Mariazell zu. Der 08er quert Nord–Süd, ebenfalls über Waidhofen.
Mit dem Königsberg gibt es kleines Schigebiet.
Das Gebiet wird heute vorrangig unter dem Begriff Eisenstraße touristisch präsentiert, einem Verbund, der sich zwischen Steyr, Wieselburg und Leoben erstreckt, und auf die historische Bergbau- und frühindustrielle Metallverarbeitungsregion (Kleineisenindustrie) Bezug nimmt.